# Gaultiér Overman
Gaultiér Overman (Maassluis, 15 november 2000) is een Nederlands voetballer die als verdediger voor Jong Sparta Rotterdam speelt.

## Carrière
Gaultiér Overman speelde in de jeugd van Excelsior Maassluis en FC Dordrecht. Vanaf 2019 tot 2020 speelde hij in Jong FC Dordrecht, waarnaast hij ook af en toe op de bank bij het eerste elftal zat. In de winterstop van het seizoen 2019/20 maakte hij definitief de overstap naar het eerste. Hij debuteerde voor FC Dordrecht in de Eerste divisie op 10 januari 2020, in de met 1-1 gelijkgespeelde thuiswedstrijd tegen Excelsior. Hij kwam in de 61e minuut in het veld voor Daniël Breedijk. In 2020 vertrok hij transfervrij naar Jong Sparta Rotterdam.

### Statistieken
| Seizoen                       | Club                  | Land           | Competitie     | Competitie | Competitie | Beker | Beker | Totaal | Totaal |
| Seizoen                       | Club                  | Land           | Competitie     | Wed.       | Dlp.       | Wed.  | Dlp.  | Wed.   | Dlp.   |
| ----------------------------- | --------------------- | -------------- | -------------- | ---------- | ---------- | ----- | ----- | ------ | ------ |
| 2018/19                       | FC Dordrecht          | Nederland      | Eerste divisie | 0          | 0          | 0     | 0     | 0      | 0      |
| 2019/20                       | FC Dordrecht          | Nederland      | Eerste divisie | 1          | 0          | 0     | 0     | 1      | 0      |
| 2020/21                       | Jong Sparta Rotterdam | Nederland      | Tweede divisie | 6          | 0          | –     | –     | 6      | 0      |
| Carrièretotaal                | Carrièretotaal        | Carrièretotaal | Carrièretotaal | 7          | 0          | 0     | 0     | 7      | 0      |
| Bijgewerkt op 10 januari 2021 |                       |                |                |            |            |       |       |        |        |